# Dorilo Jaime de Figueiredo Seruca Inácio
Dorilo Jaime de Figueiredo Seruca Inácio Nasceu em Portimão a 17 de Fevereiro de 1950. Faleceu a dia 14 de Outubro de 2013. Passou a sua infância em Vila Real de Santo António. A nível de formação académica frequentou a Escola Industrial e Comercial de Faro, o Instituto Comercial de Lisboa e o Instituto Superior de Ciências Económicas e Financeiras, onde concluiu o Curso de Economia em 1974.
Foi um dos fundadores do Partido Socialista no Algarve e e também da secção de Vila Real de Santo António. Mais tarde viria a ser deputado na Assembleia Constituinte e na Assembleia da República, através do círculo de Faro.